# 皮捷爾卡區
50°40′N 47°26′E / 50.667°N 47.433°E
皮捷爾卡區（俄语：Питерский район），是俄羅斯的一個區，位於該國西南部，由薩拉托夫州負責管轄，面積2,600平方公里，2010年人口18,054，人口密度每平方公里6.94人。